# Campionati europei di lotta 2024
I campionati europei di lotta 2024 sono stati la 75ª edizione della manifestazione continentale organizzata dall'UWW. Si sono svolti dal 12 al 18 febbraio 2024 alla Sala Polivalentă di Bucarest in Romania.
In ragioni delle sanzioni imposte dal CIO in seguito all'invasione russa dell'Ucraina nel 2022, ai lottatori di Russia e Bielorussia non è stato permesso di utilizzare il nome, la bandiera o l'inno del loro Paese. Hanno invece partecipato come “Atleti Neutrali Individuali (AIN)” e le loro medaglie non sono state incluse nel medagliere ufficiale.

## Classifica squadre
| Pos. | Lotta libera maschile | Lotta libera maschile | Lotta greco-romana | Lotta greco-romana | Lotta libera femminile | Lotta libera femminile |
| Pos. | Squadra               | Punti                 | Squadra            | Punti              | Squadra                | Punti                  |
| ---- | --------------------- | --------------------- | ------------------ | ------------------ | ---------------------- | ---------------------- |
| 1    | Turchia               | 140                   | Turchia            | 147                | Ucraina                | 147                    |
| 2    | Georgia               | 130                   | Azerbaigian        | 142                | Turchia                | 142                    |
| 3    | Azerbaigian           | 122                   | Armenia            | 99                 | Romania                | 101                    |
| 4    | Armenia               | 71                    | Ucraina            | 77                 | Azerbaigian            | 83                     |
| 5    | Bulgaria              | 62                    | Bulgaria           | 73                 | Bulgaria               | 77                     |
| 6    | Ucraina               | 60                    | Georgia            | 66                 | Moldavia               | 61                     |
| 7    | Slovacchia            | 55                    | Moldavia           | 63                 | Polonia                | 60                     |
| 8    | Albania               | 45                    | Serbia             | 35                 | Germania               | 53                     |
| 9    | Grecia                | 45                    | Romania            | 34                 | Ungheria               | 39                     |
| 10   | Ungheria              | 40                    | Ungheria           | 30                 | Francia                | 34                     |

## Podi

### Lotta libera maschile
| Evento | Oro                                              | Argento                                                  | Bronzo                                       |
| 57 kg  | Arsen Harutyunyan Armenia                        | Muhammet Karavuş Turchia                                 | Islam Bazarganov Azerbaigian                 |
| 57 kg  | Arsen Harutyunyan Armenia                        | Muhammet Karavuş Turchia                                 | Roberti Dingashvili Georgia                  |
| 61 kg  | Abasgadzhi Magomedov Atleti Individuali Neutrali | Zelimkhan Abakarov Albania                               | Nuraddin Novruzov Azerbaigian                |
| 61 kg  | Abasgadzhi Magomedov Atleti Individuali Neutrali | Zelimkhan Abakarov Albania                               | Mezhlum Mezhlumyan Armenia                   |
| 65 kg  | Islam Dudaev Albania                             | Gadzhimurad Rashidov Atleti Individuali Neutrali         | Andre Clarke Germania                        |
| 65 kg  | Islam Dudaev Albania                             | Gadzhimurad Rashidov Atleti Individuali Neutrali         | Ali Rahimzade Azerbaigian                    |
| 70 kg  | Arman Andreasyan Armenia                         | Akaki Kemertelidze Georgia                               | Ramazan Ramazanov Bulgaria                   |
| 70 kg  | Arman Andreasyan Armenia                         | Akaki Kemertelidze Georgia                               | Ismail Musukaev Ungheria                     |
| 74 kg  | Tajmuraz Salkazanov Slovacchia                   | Soner Demirtaş Turchia                                   | Turan Bayramov Azerbaigian                   |
| 74 kg  | Tajmuraz Salkazanov Slovacchia                   | Soner Demirtaş Turchia                                   | Imam Ganishov Atleti Individuali Neutrali    |
| 79 kg  | Akhmed Usmanov Atleti Individuali Neutrali       | Mahamedkhabib Kadzimahamedau Atleti Individuali Neutrali | Avtandil Kentchadze Georgia                  |
| 79 kg  | Akhmed Usmanov Atleti Individuali Neutrali       | Mahamedkhabib Kadzimahamedau Atleti Individuali Neutrali | Frank Chamizo Italia                         |
| 86 kg  | Dauren Kurugliev Grecia                          | Myles Amine San Marino                                   | Osman Göçen Turchia                          |
| 86 kg  | Dauren Kurugliev Grecia                          | Myles Amine San Marino                                   | Arsenii Dzhioev Azerbaigian                  |
| 92 kg  | Feyzullah Aktürk Turchia                         | Boris Makojev Slovacchia                                 | Magomed Kurbanov Atleti Individuali Neutrali |
| 92 kg  | Feyzullah Aktürk Turchia                         | Boris Makojev Slovacchia                                 | Mirian Maisuradze Georgia                    |
| 97 kg  | Givi Mach'arashvili Georgia                      | Magomedkhan Magomedov Azerbaigian                        | Vladislav Baitcaev Ungheria                  |
| 97 kg  | Givi Mach'arashvili Georgia                      | Magomedkhan Magomedov Azerbaigian                        | İbrahim Çiftçi Turchia                       |
| 125 kg | Taha Akgül Turchia                               | Geno Petriashvili Georgia                                | Alen Khubulov Bulgaria                       |
| 125 kg | Taha Akgül Turchia                               | Geno Petriashvili Georgia                                | Giorgi Meshvildishvili Azerbaigian           |

### Lotta greco-romana maschile
| Evento | Oro                                        | Argento                                         | Bronzo                                            |
| 55 kg  | Artiom Deleanu Moldavia                    | Rashad Mammadov Azerbaigian                     | Denis Mihai Romania                               |
| 55 kg  | Artiom Deleanu Moldavia                    | Rashad Mammadov Azerbaigian                     | Manvel Khachatryan Armenia                        |
| 60 kg  | Nihat Mammadli Azerbaigian                 | Victor Ciobanu Moldavia                         | Sadyk Lalaev Atleti Individuali Neutrali          |
| 60 kg  | Nihat Mammadli Azerbaigian                 | Victor Ciobanu Moldavia                         | Răzvan Arnăut Romania                             |
| 63 kg  | Murad Mammadov Azerbaigian                 | Oleksandr Hrushyn Ucraina                       | Edmond Nazaryan Bulgaria                          |
| 63 kg  | Murad Mammadov Azerbaigian                 | Oleksandr Hrushyn Ucraina                       | Anvar Allakhiarov Atleti Individuali Neutrali     |
| 67 kg  | Hasrat Jafarov Azerbaigian                 | Ruslan Bichurin Atleti Individuali Neutrali     | Abu Muslim Amaev Bulgaria                         |
| 67 kg  | Hasrat Jafarov Azerbaigian                 | Ruslan Bichurin Atleti Individuali Neutrali     | Murat Fırat Turchia                               |
| 72 kg  | Selçuk Can Turchia                         | Ulvu Ganizade Azerbaigian                       | Narek Oganian Atleti Individuali Neutrali         |
| 72 kg  | Selçuk Can Turchia                         | Ulvu Ganizade Azerbaigian                       | Parviz Nasibov Ucraina                            |
| 77 kg  | Malkhas Amoyan Armenia                     | Yunus Emre Başar Turchia                        | Iuri Lomadze Georgia                              |
| 77 kg  | Malkhas Amoyan Armenia                     | Yunus Emre Başar Turchia                        | Adlet Tiuliubaev Atleti Individuali Neutrali      |
| 82 kg  | Alperen Berber Turchia                     | Islam Aliev Atleti Individuali Neutrali         | Gela Bolkvadze Georgia                            |
| 82 kg  | Alperen Berber Turchia                     | Islam Aliev Atleti Individuali Neutrali         | Yaroslav Filchakov Ucraina                        |
| 87 kg  | Aleksandr Komarov Serbia                   | Ali Cengiz Turchia                              | Kiryl Maskevich Atleti Individuali Neutrali       |
| 87 kg  | Aleksandr Komarov Serbia                   | Ali Cengiz Turchia                              | Zhan Beleniuk Ucraina                             |
| 97 kg  | Artur Aleksanyan Armenia                   | Magomed Murtazaliev Atleti Individuali Neutrali | Abubakar Khaslakhanau Atleti Individuali Neutrali |
| 97 kg  | Artur Aleksanyan Armenia                   | Magomed Murtazaliev Atleti Individuali Neutrali | Kiril Milov Bulgaria                              |
| 130 kg | Sergey Semenov Atleti Individuali Neutrali | Rıza Kayaalp Turchia                            | Beka Kandelaki Azerbaigian                        |
| 130 kg | Sergey Semenov Atleti Individuali Neutrali | Rıza Kayaalp Turchia                            | Danila Sotnikov Italia                            |

### Lotta libera femminile
| Evento | Oro                                              | Argento                     | Bronzo                                       |
| 50 kg  | Mariya Stadnik Azerbaigian                       | Evin Demirhan Yavuz Turchia | Miglena Selishka Bulgaria                    |
| 50 kg  | Mariya Stadnik Azerbaigian                       | Evin Demirhan Yavuz Turchia | Milana Dadasheva Atleti Individuali Neutrali |
| 53 kg  | Vanesa Kaladzinskaya Atleti Individuali Neutrali | Jonna Malmgren Svezia       | Maria Prevolaraki Grecia                     |
| 53 kg  | Vanesa Kaladzinskaya Atleti Individuali Neutrali | Jonna Malmgren Svezia       | Zeynep Yetgil Turchia                        |
| 55 kg  | Andreea Ana Romania                              | Mariana Drăguțan Moldavia   | Roksana Zasina Polonia                       |
| 55 kg  | Andreea Ana Romania                              | Mariana Drăguțan Moldavia   | Anastasia Blayvas Germania                   |
| 57 kg  | Iryna Kurachkina Atleti Individuali Neutrali     | Evelina Nikolova Bulgaria   | Anhelina Lysak Polonia                       |
| 57 kg  | Iryna Kurachkina Atleti Individuali Neutrali     | Evelina Nikolova Bulgaria   | Solomiia Vynnyk Ucraina                      |
| 59 kg  | Alyona Kolesnik Azerbaigian                      | Alina Filipovych Ucraina    | Patrycja Gil Polonia                         |
| 59 kg  | Alyona Kolesnik Azerbaigian                      | Alina Filipovych Ucraina    | Alesia Hetmanava Atleti Individuali Neutrali |
| 62 kg  | Grace Bullen Norvegia                            | Luisa Niemesch Germania     | Veranika Ivanova Atleti Individuali Neutrali |
| 62 kg  | Grace Bullen Norvegia                            | Luisa Niemesch Germania     | Yuliya Tkach Ucraina                         |
| 65 kg  | Iryna Koliadenko Ucraina                         | Kateryna Zelenykh Romania   | Irina Rîngaci Moldavia                       |
| 65 kg  | Iryna Koliadenko Ucraina                         | Kateryna Zelenykh Romania   | Elis Manolova Azerbaigian                    |
| 68 kg  | Buse Tosun Çavuşoğlu Turchia                     | Tetiana Rizhko Ucraina      | Adéla Hanzlíčková Rep. Ceca                  |
| 68 kg  | Buse Tosun Çavuşoğlu Turchia                     | Tetiana Rizhko Ucraina      | Mimi Hristova Bulgaria                       |
| 72 kg  | Nesrin Baş Turchia                               | Alexandra Anghel Romania    | Wiktoria Chołuj Polonia                      |
| 72 kg  | Nesrin Baş Turchia                               | Alexandra Anghel Romania    | Yuliana Yaneva Bulgaria                      |
| 76 kg  | Yasemin Adar Yiğit Turchia                       | Anastasiia Osniach Ucraina  | Enrica Rinaldi Italia                        |
| 76 kg  | Yasemin Adar Yiğit Turchia                       | Anastasiia Osniach Ucraina  | Bernadett Nagy Ungheria                      |

## Medagliere
| Pos.   | Paese                       | Oro | Argento | Bronzo | Totale |
| ------ | --------------------------- | --- | ------- | ------ | ------ |
| 1      | Turchia                     | 7   | 6       | 4      | 17     |
| –      | Atleti Individuali Neutrali | 5   | 5       | 11     | 21     |
| 2      | Azerbaigian                 | 5   | 3       | 8      | 16     |
| 3      | Armenia                     | 4   | 0       | 2      | 6      |
| 4      | Ucraina                     | 1   | 4       | 5      | 10     |
| 5      | Georgia                     | 1   | 2       | 5      | 8      |
| 6      | Romania                     | 1   | 2       | 2      | 5      |
| 7      | Maldive                     | 1   | 2       | 1      | 4      |
| 8      | Albania                     | 1   | 1       | 0      | 2      |
| 8      | Slovacchia                  | 1   | 1       | 0      | 2      |
| 10     | Grecia                      | 1   | 0       | 1      | 2      |
| 11     | Norvegia                    | 1   | 0       | 0      | 1      |
| 11     | Serbia                      | 1   | 0       | 0      | 1      |
| 13     | Bulgaria                    | 0   | 1       | 8      | 9      |
| 14     | Germania                    | 0   | 1       | 2      | 3      |
| 15     | San Marino                  | 0   | 1       | 0      | 1      |
| 15     | Svezia                      | 0   | 1       | 0      | 1      |
| 17     | Polonia                     | 0   | 0       | 4      | 4      |
| 18     | Ungheria                    | 0   | 0       | 3      | 3      |
| 18     | Italia                      | 0   | 0       | 3      | 3      |
| 20     | Rep. Ceca                   | 0   | 0       | 1      | 1      |
| Totale | Totale                      | 30  | 30      | 30     | 30     |